# Alice Cooper Goes to Hell
Alice Cooper Goes to Hell ist das zweite Soloalbum und das neunte Studioalbum des Musikers Alice Cooper. Es erschien am 25. Juni 1976.

## Hintergrund
Alice Cooper hatte mit seinem ersten Soloalbum einen kommerziellen Hit gelandet, der ebenso positive Kritiken erhielt. Er behielt auf dem Nachfolger Alice Cooper Goes to Hell seinen Shock-Rock mit ironisch-provokanten Texten bei.
Im Titel Go to Hell, der lange Zeit zum festen Repertoire seiner Konzerte gehörte, werden etwa alle Sünden und Gewalttaten seiner Bühnenshows („For Criminal acts and Violence on the Stage“) aufgezählt, die er begangen haben soll („Glücksspiel, Obszönität, Alkoholmissbrauch“) und für die er laut Refrain zur Hölle fahren könnte („You can Go to hell“). Seine Schandtaten seien etwas, was niemand wolle und sie machten sogar seine Oma krank („You are something that never should have happend, You even make your grandma sick“).
I Never Cry wurde als Single am 7. Juni 1976 ausgekoppelt. In der Ballade sinniert Cooper über das Musikdasein und Alkoholprobleme. Die Single erreichte Platz 12 der US-Charts und konnte sich 27 Wochen platzieren. Sie gehört somit zu Coopers erfolgreichsten Single-Veröffentlichungen in den Staaten.
I’m Always Chasing Rainbows ist das Cover eines Liedes, das unter anderem bereits von Judy Garland gesungen wurde.
Die geplante Begleittour musste aus gesundheitlichen Gründen abgesagt werden.

## Titelliste
Cooper, Wagner und Ezrin waren bei allen Songs am Songwriting beteiligt. Weitere wie aufgeführt.
| Nr. | Titel           | Länge |
| --- | --------------- | ----- |
| 1.  | Go to Hell      | 5:15  |
| 2.  | You Gotta Dance | 2:45  |
| 3.  | I’m the Coolest | 3:57  |
| 4.  | Didn’t We Meet  | 4:16  |
| 5.  | I Never Cry     | 3:44  |

| Nr. | Titel                       | Autor(en)                      | Länge |
| --- | --------------------------- | ------------------------------ | ----- |
| 6.  | Give the Kid a Break        |                                | 4:14  |
| 7.  | Guilty                      |                                | 3:22  |
| 8.  | Wake Me Gently              |                                | 5:03  |
| 9.  | Wish You Were Here          |                                | 4:36  |
| 10. | I’m Always Chasing Rainbows | Harry Carroll, Joseph McCarthy | 2:08  |
| 11. | Going Home                  |                                | 3:47  |

## Besetzung
- Alice Cooper – Gesang
- Dick Wagner – Gitarre, Begleitgesang
- Steve Hunter – Gitarre
- John Tropea – Gitarre
- Bob Ezrin – Piano, Synthesizer, Begleitgesang
- Tony Levin – Bass
- Allan Schwartzberg – Schlagzeug

sowie
- Bob Babbitt – Bass auf Go to Hell
- Jimmy Maelen – Perkussion
- Jim Gordon – Schlagzeug auf I’m the Coolest, I’m Always Chasing Rainbows und Going Home

## Rezeption

### Rezensionen
Alice Cooper Goes to Hell konnte nicht an den Erfolg des Vorgängeralbums anschließen, erhielt trotzdem gute Kritiken. Brutallyhonestrock vergab dem Album eine 10/10. Es sei eines von Coopers besten, da es die Bandbreite des Künstlers aufzeige.

### Chartplatzierungen
| ChartsChartplatzierungen       | Höchstplatzierung | Wochen |
| ------------------------------ | ----------------- | ------ |
| Vereinigtes Königreich (OCC)   | 23 (7 Wo.)        | 7      |
| Vereinigte Staaten (Billboard) | 27 (32 Wo.)       | 32     |

### Auszeichnungen für Musikverkäufe
Album

| Land/Region               | Auszeichnungen für Musikverkäufe (Land/Region, Auszeichnung, Verkäufe) | Verkäufe |
| ------------------------- | ---------------------------------------------------------------------- | -------- |
| Kanada (MC)               | Platin                                                                 | 100.000  |
| Neuseeland (RMNZ)         | Gold                                                                   | 10.000   |
| Vereinigte Staaten (RIAA) | Gold                                                                   | 500.000  |
| Insgesamt                 | 2× Gold · 1× Platin ·                                                  | 610.000  |

Single: I Never Cry

| Land/Region               | Auszeichnungen für Musikverkäufe (Land/Region, Auszeichnung, Verkäufe) | Verkäufe |
| ------------------------- | ---------------------------------------------------------------------- | -------- |
| Vereinigte Staaten (RIAA) | Gold                                                                   | 500.000  |
| Insgesamt                 | 1× Gold ·                                                              | 500.000  |